# 吹出町
吹出町（ふきでまち）は、愛知県名古屋市西区の地名。

## 歴史

### 沿革
- 1878年（明治11年）12月28日 - 従来の役割町を改称し、名古屋区吹出町となる[3]。
- 1889年（明治22年）10月1日 - 名古屋市成立により、同市吹出町となる[3]。
- 1908年（明治41年）4月1日 - 西区成立により、同区吹出町となる[3]。
- 1980年（昭和55年）10月12日 - 西区城西四丁目・城西五丁目にそれぞれ編入され消滅[3]。

## 施設
- 忠孝堂

前ノ川町在の野間琳庵なる医者による私塾。